# Pontificia accademia delle scienze sociali
La Pontificia accademia delle scienze sociali è una accademia vaticana nata con lo scopo di promuovere lo studio e il progresso delle scienze sociali. L'Accademia, tramite il suo operato, fornisce alla Chiesa gli elementi da impiegare per lo sviluppo della dottrina sociale e permette di studiare gli effetti dell'applicazione di quest'ultima nella società contemporanea.
È ufficialmente autonoma pur mantenendo stretti contatti con il Dicastero per il servizio dello sviluppo umano integrale.

## Storia
La Pontificia accademia delle scienze sociali è stata istituita il 1º gennaio 1994 da papa Giovanni Paolo II con la lettera apostolica Socialium scientiarum.
I tre temi che sono stati finora dominanti negli studi dell'Accademia sono stati il lavoro e lo sviluppo, la democrazia e la dimensione sociale della globalizzazione.
La sede dell'accademia si trova nella Casina di Pio IV, insieme a quella della Pontificia accademia delle scienze, nel cuore dei giardini Vaticani.

## Cronotassi

### Presidenti
- Edmond Malinvaud (1994-2004)
- Mary Ann Glendon (2004-2008)
- Mary Ann Glendon (2009-2014) (per la seconda volta)
- Margaret Scotford Archer (2014-2019)
- Stefano Zamagni (2019-2023)
- Suor Helen Alford, dal 1º aprile 2023

### Cancellieri
- Vescovo Marcelo Sánchez Sorondo (5 ottobre 1998 - 4 aprile 2022 ritirato)
- Cardinale Peter Turkson, dal 4 aprile 2022